# كينتارو ساتو
كينتارو ساتو (باليابانية: 佐藤 健太郎) (مواليد 14 أغسطس 1984)، هو لاعب كرة قدم ياباني سابق كان يلعب كلاعب وسط.

## وصلات خارجية
- كينتارو ساتو على موقع رابطة كرة القدم اليابانية للمحترفين (اليابانية)
- كينتارو ساتو على موقع قاعدة بيانات كرة القدم.إي يو (الإنجليزية)
- كينتارو ساتو على موقع Soccerway.com (الإنجليزية)
- كينتارو ساتو على موقع عالم كرة القدم.نت (الإنجليزية)